# プリムス・モデルQ
モデルQ（Model Q ）は、クライスラー（現：フィアット・クライスラー・オートモービルズ）
がかつて展開していた自動車ブランドプリムスが1928年から1929年の間販売していた乗用車である。

## ギャラリー

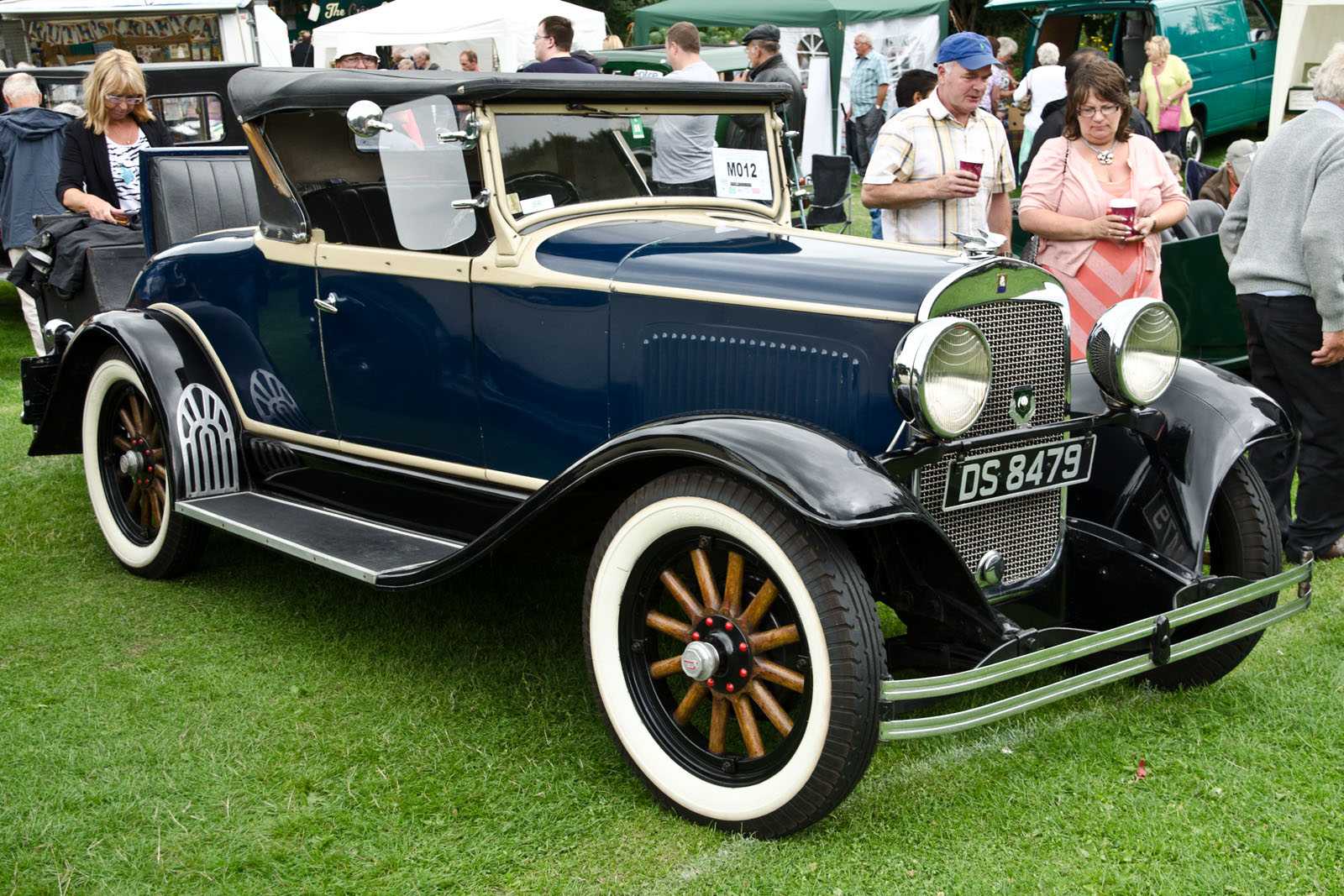
モデルQ ロードスター
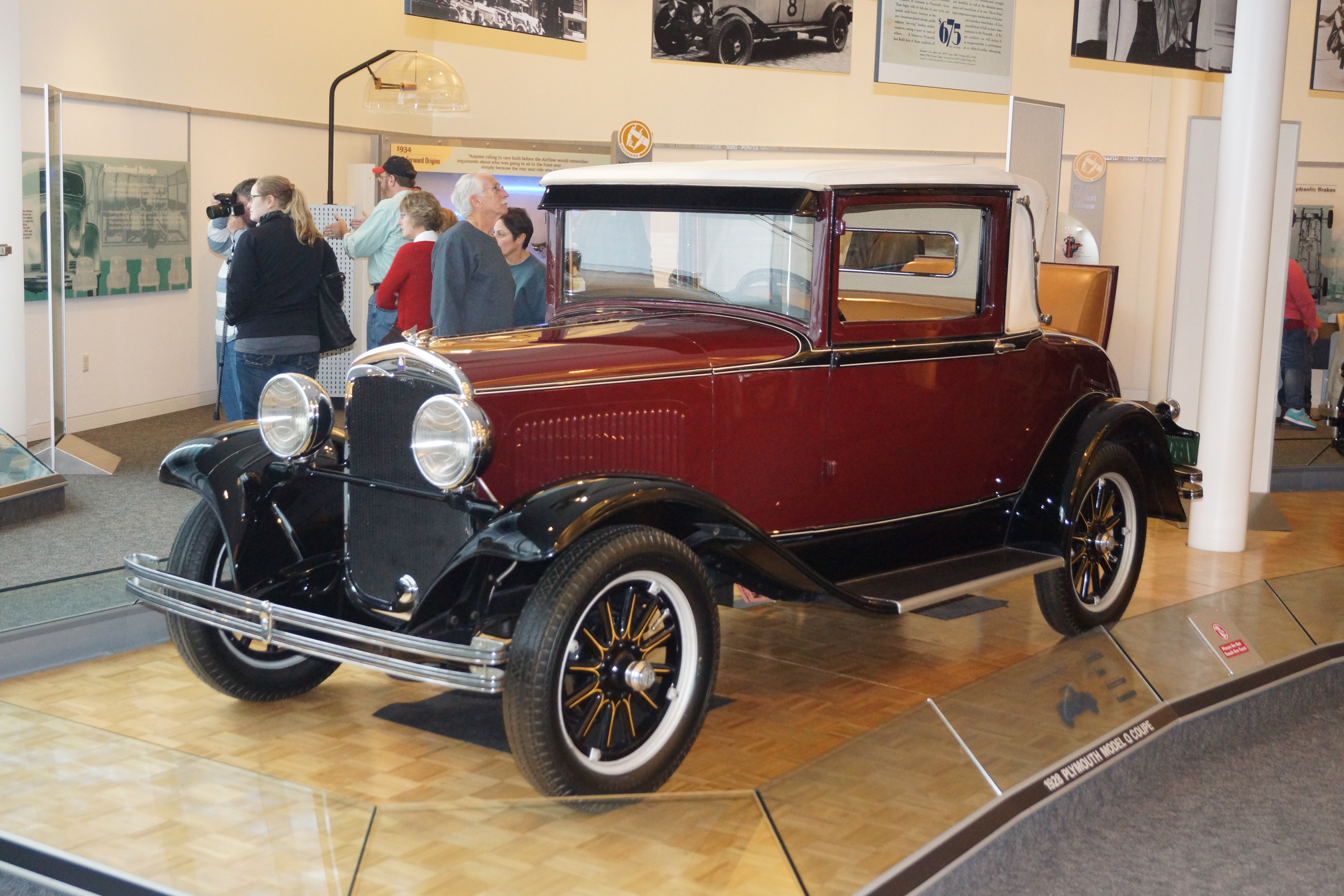
モデルQ クーペ